# José Alberto Mendoza
José Alberto Mendoza Posas (né le 21 juillet 1989 à Olanchito au Honduras) est un footballeur international hondurien, qui évolue au poste de gardien de but.

## Biographie

### Carrière en sélection
Avec l'équipe du Honduras, il joue un match face au Canada en 2012. Il figure notamment dans le groupe des sélectionnés lors de la Gold Cup de 2013.
Il participe également aux JO de 2012. Lors du tournoi olympique, il joue 4 matchs et atteint le stade des quarts de finale en se faisant éliminer par le Brésil.